# Dimény Judit (zenetanár)
Dimény Judit (Brassó, 1938. október 27. – 2018. december 26.) középiskolai ének-zene tanár, közel negyven éven át a Magyar Rádió gyermekeknek szóló zenei ismeretterjesztő műsorainak szerkesztője, vezetője.

## Élete
Későn kezdett rendszeres zenei tanulmányokat. 1959-től a Zeneakadémia tanárképző karának karvezetés–középiskolai tanár szakán Bárdos Lajos, Szabolcsi Bence, Szőnyi Erzsébet és Vásárhelyi Zoltán növendéke volt.
1964-ben kezdte pályáját az egri Gárdonyi Géza Gimnázium ének-zene tanáraként, 1968-tól a fővárosi Alsóerdősor utcai Általános Iskolában folytatta az oktatást. Egy műsor kapcsán került kapcsolatba a Magyar Rádióval, melynek 1971-ben lett munkatársa. Az ifjúsági főosztály Iskolarádió rovatában készített zenei ismeretterjesztő műsorokat (Hang-játék, Fiataloknak – kortárs zenéről, Szereted az operát?, Művek és előadások, Neked szól stb.) 1994-ben nyugdíjazták, de 2007-ig még újabb műsorokat készített. Vezetett sorozatot a Magyar Televízióban is.

## Könyvei
- Nyelv – Zene – Matematika. Budapest, 1977. Minerva. ISBN 9632230663  (Vargha Balázzsal és Loparits Évával; oroszul: 1981)
- Hang-játék. Budapest, 1981. Zeneműkiadó. ISBN 9633303923 (Réber László illusztrációival; japánul: 1989)
- Zvuk jako hra (Hang-játék); ford. csehre Nadja Jasanová; Panton, Praha [Prága], 1992

## Díjai, elismerései
- 1975 – Prix Japon (a Hang-játék sorozat Ugrálós és kanyargós részéért az NHK rádióállomástól)
- 1990 – Kiváló Népművelő
- 1991 – Erkel Ferenc-díj
- 1998 – Ezüst Toll